# Äußere Einöde
Äußere Einöde ist ein Dorf und eine Ortschaft in der Gemeinde Treffen am Ossiacher See mit 181 Einwohnern (Stand 1. Jänner 2024) im Bezirk Villach-Land in Kärnten, Österreich.

## Infrastruktur

### Verkehr
Das Dorf liegt an der Millstätter Straße (B 98). Die Haltestelle Äußere Einöde Gh Scherzer wird von den Buslinien 5150 Richtung Radenthein und Villach und 5152 Richtung Arriach bzw. Innerteuchen und Villach bedient.

## Persönlichkeiten
- Richild Holt (* 1941), deutsche Malerin und Zeichnerin